# Condat-en-Combraille
 Condat-en-Combraille  es una población y comuna francesa, situada en la región de Auvernia, departamento de Puy-de-Dôme, en el distrito de Riom y cantón de Pontaumur.

## Demografía
| 705 | 686 | 647 | 608 | 593 | 520 |
| Para los censos de 1962 a 1999 la población legal corresponde a la población sin duplicidades (Fuente: INSEE [Consultar]) |     |     |     |     |     |